# Trofeo Eccellenza 2016-2017
Il Trofeo Eccellenza 2016-17 fu la 7ª edizione del torneo sostitutivo della Coppa Italia di rugby a 15 e la 29ª edizione in assoluto.
Organizzato dalla Federazione Italiana Rugby, si svolse dal 16 ottobre 2016 al 1º aprile 2017.
Alla competizione presero parte le sei squadre dell'Eccellenza escluse dalla partecipazione all'European Challenge Cup, divise in due gironi all'italiana da tre squadre ciascuno. Le prime classificate di ogni girone, affrontatesi in partite di sola andata, disputarono la finale in gara unica che, nell'occasione, si tenne allo stadio Mario Lodigiani di Firenze. Fu Viadana ad aggiudicarsi il titolo per la sesta volta superando le Fiamme Oro di Roma col punteggio di 27-20.

## Squadre partecipanti
| Girone A         | Girone B          |
| ---------------- | ----------------- |
| Lyons (Piacenza) | Fiamme Oro (Roma) |
| San Donà         | Reggio Emilia     |
| Viadana          | S.S. Lazio (Roma) |

## Fase a gironi

### Girone A
| Data             | Incontro           | Risultato |
| ---------------- | ------------------ | --------- |
| 16 ottobre 2016  | Viadana — Lyons    | 40-0      |
| 23 ottobre 2016  | Lyons — San Donà   | 21-10     |
| 11 novembre 2016 | San Donà — Viadana | 21-30     |

#### Classifica
|  |    | Squadra  | G | V | N | P | PF | PS | P±  | B | Pt |
|  | -- | -------- | - | - | - | - | -- | -- | --- | - | -- |
|  | 1. | Viadana  | 2 | 2 | 0 | 0 | 70 | 21 | 49  | 1 | 9  |
|  | 2. | Lyons    | 2 | 1 | 0 | 1 | 21 | 50 | −29 | 0 | 4  |
|  | 3. | San Donà | 2 | 0 | 0 | 2 | 31 | 51 | −20 | 0 | 0  |

### Girone B
| Data             | Incontro                   | Risultato |
| ---------------- | -------------------------- | --------- |
| 16 ottobre 2016  | Reggio Emilia — Fiamme Oro | 7-15      |
| 23 ottobre 2016  | Fiamme Oro — Lazio         | 16-3      |
| 11 novembre 2016 | Lazio — Reggio Emilia      | 36-24     |

#### Classifica
|  |    | Squadra       | G | V | N | P | PF | PS | P±  | B | Pt |
|  | -- | ------------- | - | - | - | - | -- | -- | --- | - | -- |
|  | 1. | Fiamme Oro    | 2 | 2 | 0 | 0 | 31 | 10 | 21  | 0 | 8  |
|  | 2. | S.S. Lazio    | 2 | 1 | 0 | 1 | 39 | 40 | −1  | 1 | 5  |
|  | 3. | Reggio Emilia | 2 | 0 | 0 | 2 | 31 | 51 | −20 | 1 | 1  |

## Finale
| Arbitro: | Giuseppe Vivarini (Padova) |

| |              | |
| Brex 28’ Manganiello 34’ M. Silva 80+2’ | mt           | 46’ Di Stefano |
| Ormson 28’, 34’, 80+2’ | tr           | |
| Ormson 7’ | c.p.         | 22’, 25’, 50’, 54’, 69’ Buscema |
| Ormson 64’ | drop         | |
| · Taikato-Simpson · Manganiello · Brex · Menon · A. Bronzini · Ormson (c) · 68’ Marco Frati · 70’ Grigolon · Andrea Denti · Orlandi Arrigoni · Caila · Krumov · 68’ Garfagnoli · 68’ G. Scalvi · 61’ Antonio Denti | Formazioni   | · Wilbore · De Gaspari · Sapuppo · Seno · Bacchetti · Buscema · Marinaro · Amenta · Cristiano (c) · Bergamin 41’ · Caffini 69’ · Duca · Ceglie 32’ · Moriconi 69’ · Cocivera 32’ 62’ |
| · 68’ Gregorio · 70’ Anello · 68’ Cavallero · 68’ M. Silva · 61’ Cafaro | Sostituzioni | · Zitelli 41’ · Fragnito 69’ · Di Stefano 32’ · Vicerè 69’ · Iovenitti 32’ |
| Filippo Frati | Allenatori   | Umberto Casellato |